# سم فل
سَـم فِـل (انگلیسی: Sam Fell؛ زادهٔ ۲۲ نوامبر ۱۹۶۵) پویانما، کارگردان، فیلم‌نامه‌نویس و صداپیشه اهل بریتانیا است. وی از سال ۱۹۹۱ میلادی تاکنون مشغول فعالیت بوده‌است.
از فیلم‌ها یا مجموعه‌های تلویزیونی که وی در آن‌ها نقش داشته‌است، می‌توان به برآب‌رفته، پارانورمن و افسانه دسپرو اشاره نمود.